# Daryl Clark
Daryl Clark (* 10. Februar 1993 in Castleford) ist ein englischer Rugby-League-Spieler. Er spielt in der Super League für die Warrington Wolves.

## Karriere
Clark besuchte in Castleford die Airedale High School und spielte währenddessen Rugby bei dem Amateurverein Fryston Warriors. Im Februar 2011 hatte er sein Debüt für die Castleford Tigers, für die er im Laufe der Saison 21 Spiele absolvierte. Nach Ende der Saison unterschrieb er einen Fünfjahresvertrag bei den Tigers. 2012 absolvierte er ein Spiel für die England Knights. 2014 gewann er den Man of Steel Award und nahm mit England an den Four Nations teil.
Im August 2014 wurde bekanntgegeben, dass Clark für 185.000 £ zu den Warrington Wolves wechseln würde.